# Айдар (ельтебер)
Айдар (д/н — 865) — 4-й ельтебер (володар) волзьких болгар у 815—865 роках.

## Життєпис
Походив з династії Дуло. Син ельтебера Тукия. Згідко казанською версією став першим володарем волзьких булгар, хто прийняв іслам. Доказом при цьому слугує його власне ім'я, яке розглядають як арабське — Гайдар («Лев»). Разом з тим відоме саме тюркське ім'я Айдар, що перекладається з Гідний. Ймовірно в цей час іслам все ж проникає до Волзько-Камського регіону.
Сумнівним є також тривалість панування Айдар — 50 років, таке саме як його батька. Вважається, що саме в цей час загалом завершується формування волзькоболгарського племенного союзу з тюркських і фінно-угорських племен, приєднуються також угорські племена — есегели і паскатири. Підкорено союз барсила. Починається процес формування протодержави. Ймовірно в цей час також укладається антихозарський договір з угольським об'єднанням, з яким боровся бек-мелех Ханукка.
Йому спадкував син Шилкі.